# Santos
Santos es un municipio brasileño ubicado en el litoral del estado de São Paulo, en la Región Sudeste. Es la sede de la región metropolitana de la Baixada Santista y tiene la mayor participación económica de la región. Alberga el mayor puerto de América Latina, que es el principal responsable de la dinámica económica de la ciudad junto al turismo, la pesca y el comercio. Ocupa el 5.º lugar entre las ciudades que no son capitales estaduales más importantes para la economía brasileña y el 10.º según calidad de vida.La ciudad es sede del poder ejecutivo paulista cada 13 de junio (capital simbólica de São Paulo) y no solo es sede de varias instituciones de enseñanza superior sino también de la entidad general estudantil más antigua de Brasil: el Centro dos Estudantes de Santos.
Santos tiene una economía en crecimiento. En 2016, la ciudad era el 33.º municipio más rico del país con un producto interno bruto de 2 195 455 674 reales. Durante mucho tiempo, su economía se centró en la comercialización del café; en 1922 se inauguró la Bolsa Oficial del Café, donde se comercializaba la riqueza del país proveniente del mercado del café, y que dio lugar al actual Museo del Café alojada en el centro histórico, un espacio que promueve exposiciones sobre la trayectoria del producto por Brasil y la ciudad y que está decorado con obras del artista Benedito Calixto.
Es la ciudad más poblada del Litoral paulista, la principal postal del municipio son los 7 km de playa. El Guinness World Records clasifica los jardins da orla de Santos como el mayor jardín frente al mar del mundo. La preservación y el cuidado de la flora del entorno de la playa de Santos, impregnada de palmeras y almendross, son el resultado del trabajo conjunto de departamentos de medio ambiente de la región, a menudo vinculados a universidades o instituciones científicas. La población estimada en 2020 era de 433 656 habitantes. La Baixada Santista, con 1,7 millones de habitantes en 2008, forma parte -junto con la Gran São Paulo y la región metropolitana de Campinas - del Complejo Metropolitano Expandido, una megalópolis que superó los 30 millones de habitantes ese año (cerca del 75% de la población del estado de São Paulo) y es la primera aglomeración urbana de su tipo en el hemisferio sur.
El Programa de las Naciones Unidas para el Desarrollo de 2010 situó a la ciudad de Santos en el sexto lugar de la lista de municipios brasileños por índice de desarrollo humano, y en el tercero de la lista de municipios paulistas por índice de desarrollo humano, lo que la convierte en uno de los municipios menos violentos del país. Sin embargo, Santos se enfrentaba (datos de 2011/12) a un elevado costo de vida y una constante especulación inmobiliaria.  También alberga la mayor barriada de palafitos del país, donde, según cifras de 2012, viven más de 10.000 personas. Santos es una de las ciudades más antiguas del país y de América y de gran valor histórico por acompañar el crecimiento y la evolución de Brasil desde sus primeros años de colonia hasta la actualidad, emergiendo como un municipio cosmopolita, portuario, ecológico y cultural.
En esta ciudad están radicados el Santos Futebol Clube, célebre club de fútbol donde jugó Pelé toda su carrera profesional en Brasil, y la Portuguesa Santista.

## Historia

### Colonización portuguesa

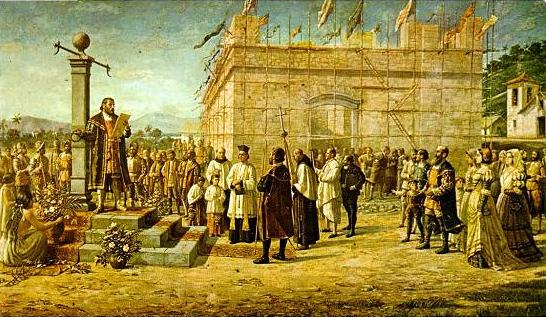
Fundación de Santos, por Benedito Calixto.

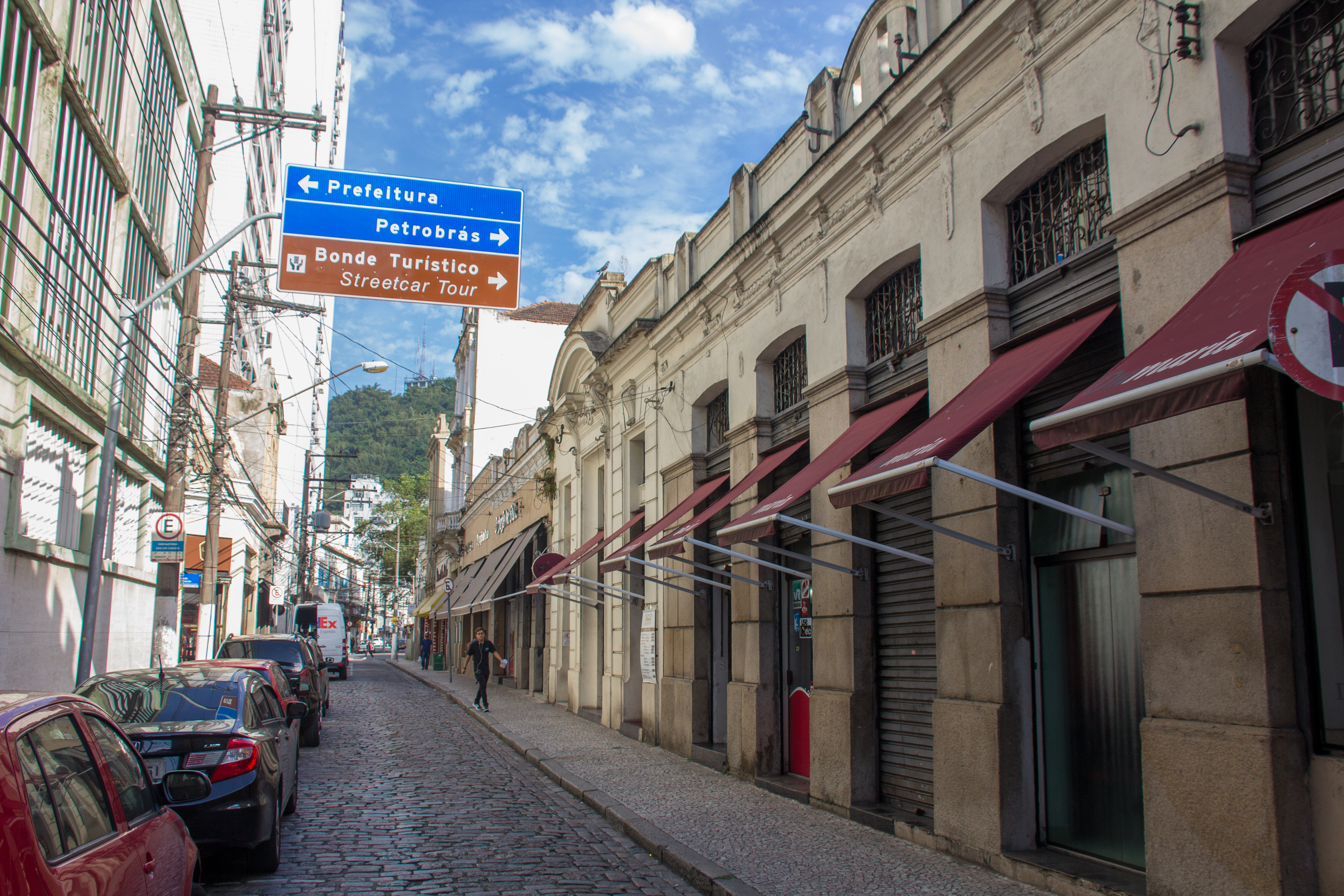
Rúa del centro histórico de la ciudad

Hay noticias sobre la Isla de São Vicente apenas dos años después del descubrimiento oficial de Brasil, en 1502, con la expedición de Américo Vespucio para reconocer la costa brasileña. Al pasar por la isla conocida anteriormente por los indígenas con el nombre de Goiaó (o Guaiaó), la expedición decidió bautizarla con el nombre del santo de la época, São Vicente.
La Corona portuguesa se interesó poco por la región en los treinta años que siguieron a la expedición. Durante ese tiempo, varios corsarios y piratas acudían a la región en busca de pau-brasil, madera noble que era objeto de codicia en la época, ampliamente explotada por los portugueses en la mata atlántica abundante en la región.
Mientras tanto, en 1531, debido a la decadencia de los negocios de la Corona portuguesa en la India, el Brasil volvió a estar en el centro de atención. Una escuadra de demarcación y toma de posesión de los territorios fue enviada por el monarca Juan III a la Isla de São Vicente. El jefe de la escuadra, el navegante Martim Afonso de Sousa, encuentra en la entrada del actual estuario de Santos (Ponta da Praia) un pequeño poblado y un atracadero, conocido como Puerto de São Vicente. Uno de los convictos traídos por la expedición de Américo Vespucio, Cosme Fernandes, fundó ahí esa colonia, y prosperaba gracias al comercio con los indígenas. La villa de São Vicente también reflejaba la prosperidad de las actividades económicas de Fernandes.
Martim Afonso, no obstante, expulsó a Cosme Fernandes de esas tierras y ocupó el puerto de São Vicente. También distribuyó sesmarías en la parte norte de la isla, conocida como Enguaguaçu, donde habían tierras adecuadas para la agricultura. Ahí se establecieron colonos portugueses como Luís de Góis (y su esposa Catarina de Andrade), Domingos Pires, Pascoal Fernandes, Francisco Pinto, Rui Pinto y los hermanos José y Francisco Adorno, que construyeron un molino cerca del actual Morro de São Bento.
La vida del nuevo poblado, entre 1530 y 1542, pasó a girar en torno al molino y la agricultura. A pesar de la invasión y saqueo de São Vicente por Cosme Fernandes, en la Guerra de Iguape, que se vengó por haber sido expulsado en 1531 por Martim Afonso de Sousa y, con el maremoto posterior que dañó seriamente esa villa, la población de Enguaguaçu sólo creció en número.

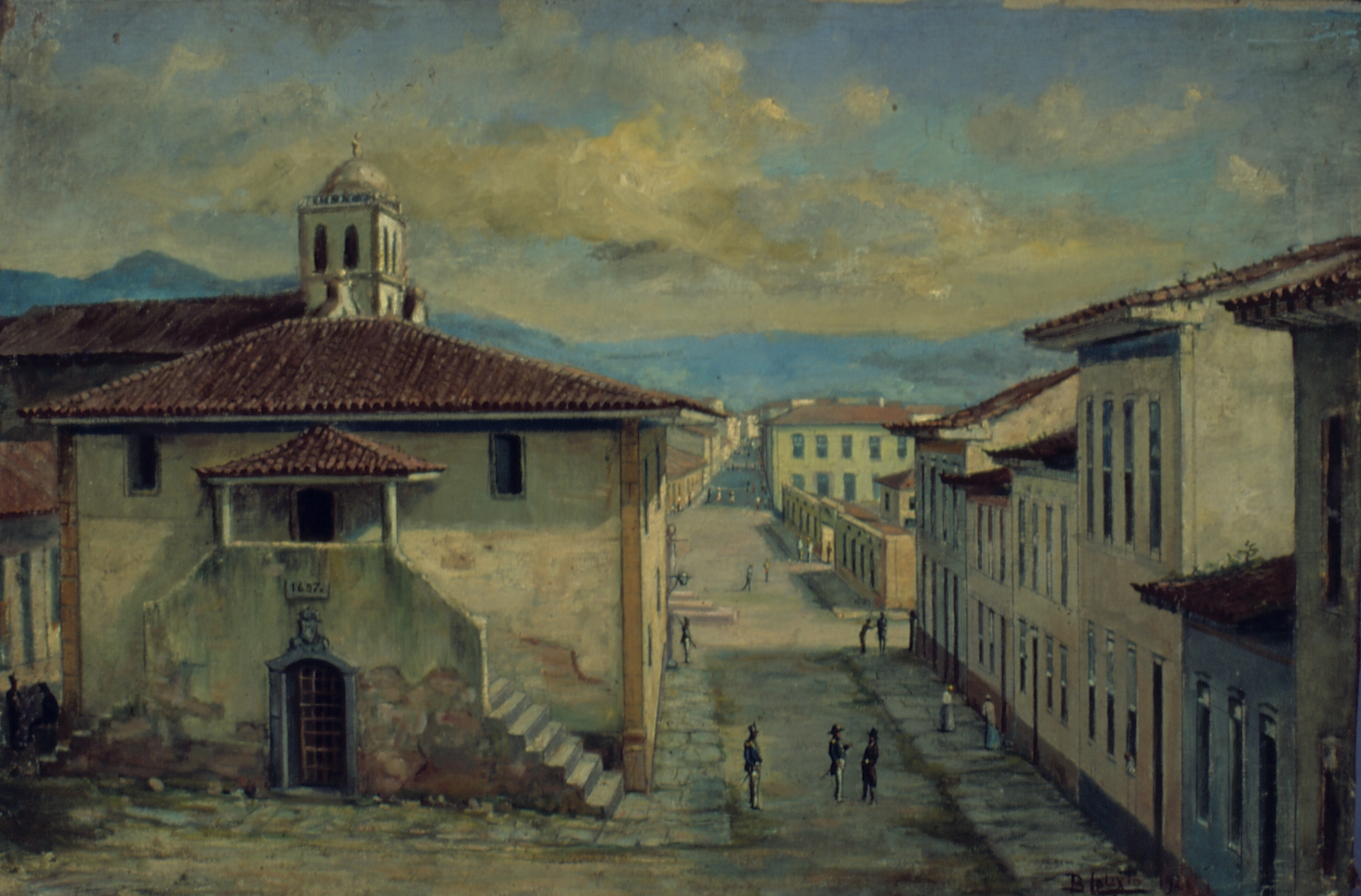
Casa del Consejo o Cámara y Prisión, por Benedito Calixto.

En 1543, con el término de la construcción de una capilla en una colina en honor a Santa Catalina (mártir cristiana) por Luís de Góis, Brás Cubas consiguió el traslado del puerto para el sitio de Enguaguaçu, que era más seguro y el apoyo de la población era necesario para las embarcaciones que aportaban para el suministro de las mercancías a exportar. El hidalgo portugués también llevó a cabo la instalación de un hospital, al modelo de la Santa Casa de Lisboa, acelerando el desarrollo de la localidad. El hospital fue llamado Santa Casa de Misericórdia de Todos los Santos y fue el segundo hospital del Brasil — siendo actualmente el más antiguo del país en funcionamiento ya que el Hospital de la Santa Casa de Misericórdia de Olinda se cerró. El nuevo poblado de Enguaguaçu pasó entonces a ser conocido como el poblado de Todos los Santos. Otra hipótesis sobre el hombre "Santos" viene del puerto de Santos que había en Lisboa, semejante al local del nuevo poblado. De ahí, entonces la región próxima a la colina era conocida como "Villa del Puerto de Santos", y luego sólo como "Santos".
De esa forma, el poblado creció en importancia: fue elevado a la condición de villa por Brás Cubas en 1546 (fecha controvertida, el año de 1543 también es defendido por algunos historiadores), viviendo sus primeros años de ocupación por inmigrantes portugueses y españoles. La capilla de Santa Catalina se convirtió en la iglesia matriz de la villa. Aún. hoy, se comenta el hecho de que Santos es una de las pocas ciudades que conocen exactamente su lugar de nacimiento: la colina de Santa Catalina, que existe hasta hoy.

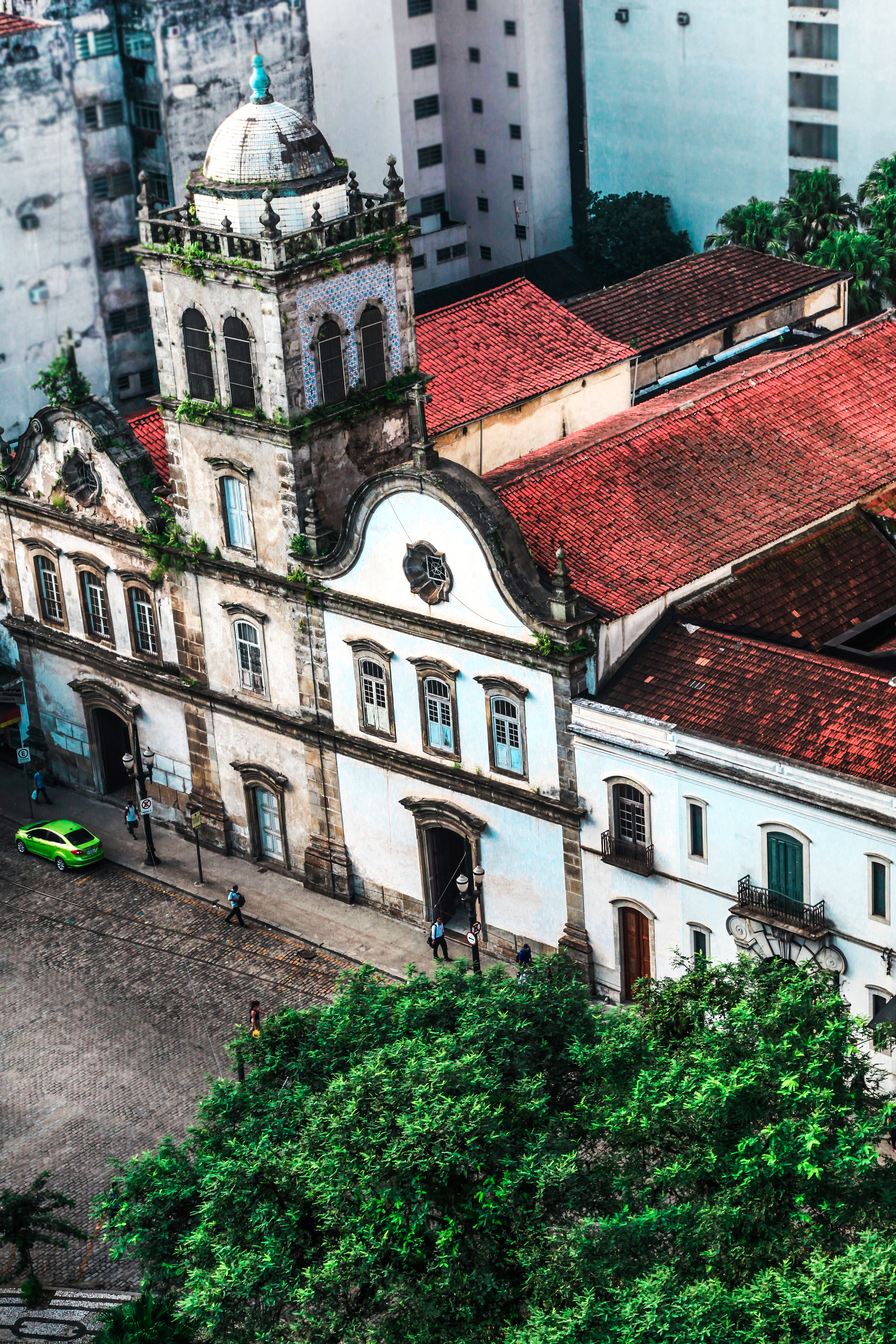
El Conjunto del Carmelo está formado por la Iglesia de la Venerable Orden Terciaria del Carmelo, de 1710, con altares de madera en estilo rococó, y por la iglesia y convento de los frailes carmelitas, de 1599.

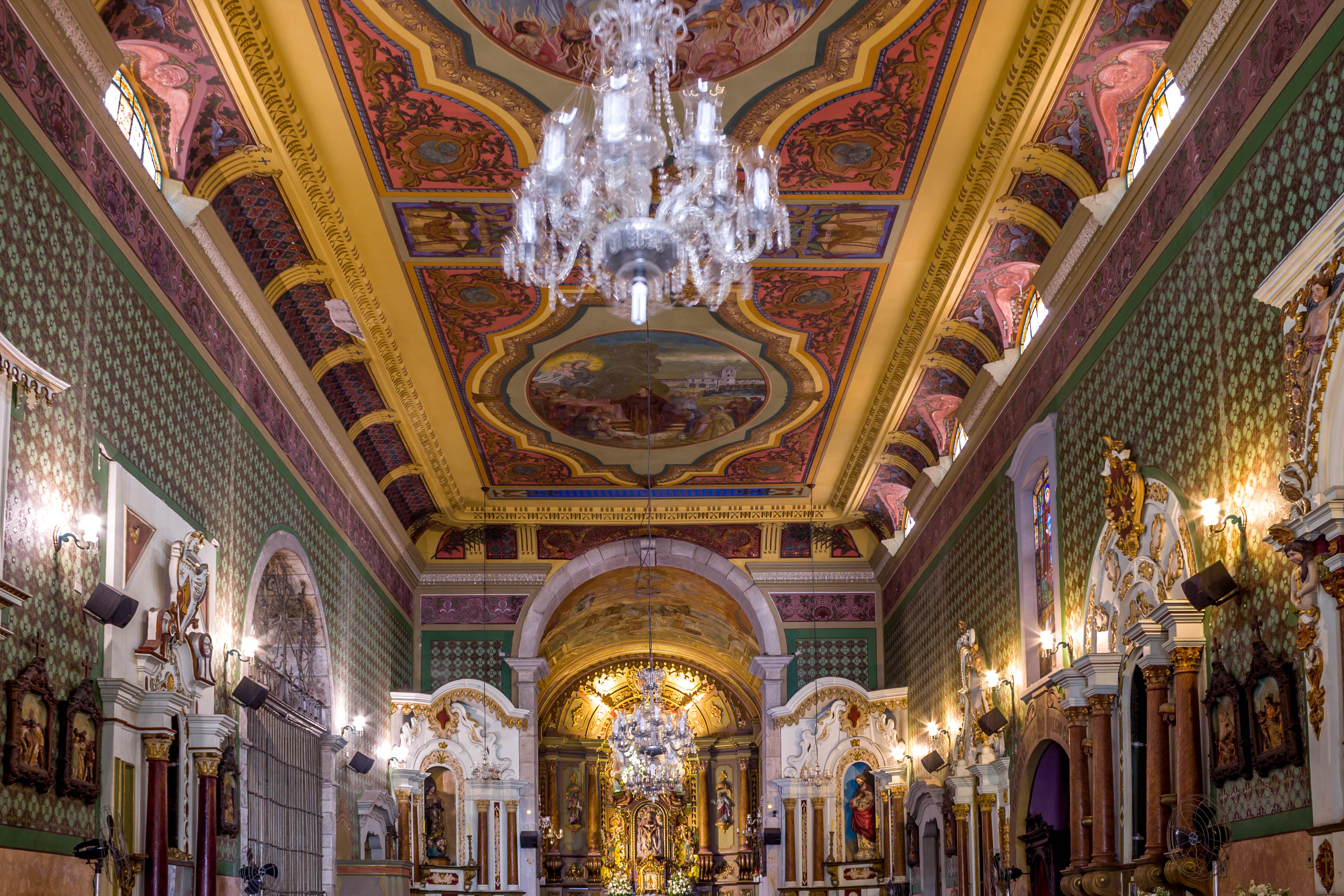
Retablo de la capilla de la venerable orden terciaria de São Francisco da Penitência, de la iglesia de Santo Antônio do Valongo.

Atribui-se a fundação de Santos a Brás Cubas, sertanista português que, em 1536, recebeu a mais vasta sesmaria do litoral da Capitania de São Vicente. Em 1543, Brás Cubas instalou às margens da baía a Casa de Misericórdia de Todos os Santos para abrigar doentes dos navios que chegavam da metrópole. O povoado, com nome simplificado de Santos foi elevado à categoria de vila em 1545.
Se atribuye la fundación de Santos a Brás Cubas, sertanista portugués que, en 1536, recibió la mas grande sesmaría del litoral de la Capitanía de San Vicente. En 1543, Brás Cubas instaló en las márgenes de la bahía la Casa de Misericórdia de Todos los Santos para albergar a enfermos de los navíos que llegaban desde la metrópolis. El pueblo, con el nombre abreviado de Santos, fue elevado a categoría de villa en 1545.

### Desarrollo colonial
La segunda mitad del siglo XVI fue importante para Santos. Se creó la aduana de Santos en 1550 (el mismo año de la llegada de los padres jesuítas para catequizar a los indios tupís que vivían ahí), el arsenal de defensa en 1552 y se instaló la orden de los Carmelitas en 1589. También en esa época, la ciudad sufrió la invasión y saqueos de corsarios al ser un puerto relativamente próspero.
El saqueo del pirata Thomas Cavendish, en 1591, dio origen en Santos a la leyenda del milagro de Nossa Senhora do Monte Serrat, patrona de la ciudad. Cuenta la leyenda que la población santista se refugió en una de las colinas de la ciudad, el morro de São Jerônimo, para escapar de los piratas. En ese morro había una capilla a la que un hidalgo español llevó una imagen de la Virgen de Montserrat (que motivó el nombre dado al cerro, monte Serrat). La población oró en la capilla de Montserrat mientras los piratas comenzaron a subir para atacarlos y un deslizamiento de tierra, atribuido a la virgen, los hizo huir. Desde entonces, Nossa Senhora do Monte Serrat es celebrada como patrona de la ciudad y se celebra su fiesta cada 8 de septiembre. Cavendish destruyó el Outeiro de Santa Catarina y el Engenho dos Erasmos, siendo uno de los responsables por el declive de la incipiente economía de la caña en la Capitanía de São Vicente.
Thomas Cavendish estuvo dos meses en Santos, saqueando lo que encontraba, llegó a robar dos sacos de oro que habían llegado desde una mina en el pico da Jaraguá. Partió hacia el estrecho de Magallanes con la finalidad de atacar las colonias españolas pero, al haberse demorado mucho en Santos, encontraron mal tiempo en el estrecho y tuvieron que permanecer ahí haciendo que la tripulación muriera de frío y de hambre, retornando a Santos para pedir ayuda en la Santa Casa.
En el siglo XVII, siguiendo una tendencia de toda la Capitanía de San Vicente, la villa de Santos entra en un largo y lento proceso de recesión y decadencia. Muchos habitantes de la villa, en la búsqueda de actividad económica, se juntaron a los habitantes de la villa de São Paulo de Piratininga y partían en las expediciones conocidas como bandeiras.
A fines del siglo XVIII, la villa retoma el desarrollo y su población comienza a crecer. La construcción de la Carretera de Lorena - vía que une Santos con São Paulo-, el desarrollo de la infraestructura (iluminación pública, mejoras en el puerto) y la posterior apertura de los puertos brasileños con la llegada de la familia real portuguesa reactivaron el dinamismo económico de la villa.
Cabe destacar que varios episodios relacionados con la independencia de Brasil ocurrieron en Santos, tales como la rebelión militar de los Cuarteles de Santos liderada por Chaguinhas contra la tentativa de las Cortes Constitucionales de Lisboa de hacer retroceder al Brasil a la condición de colonia, y el paso de D. Pedro I por Santos justo antes del célebre Grito de la Independencia. Además, nótese que el emperador nunca escondió su simpatía por la región, llegando a conferir a su amante el título de Marquesa de Santos.

### Século XIX

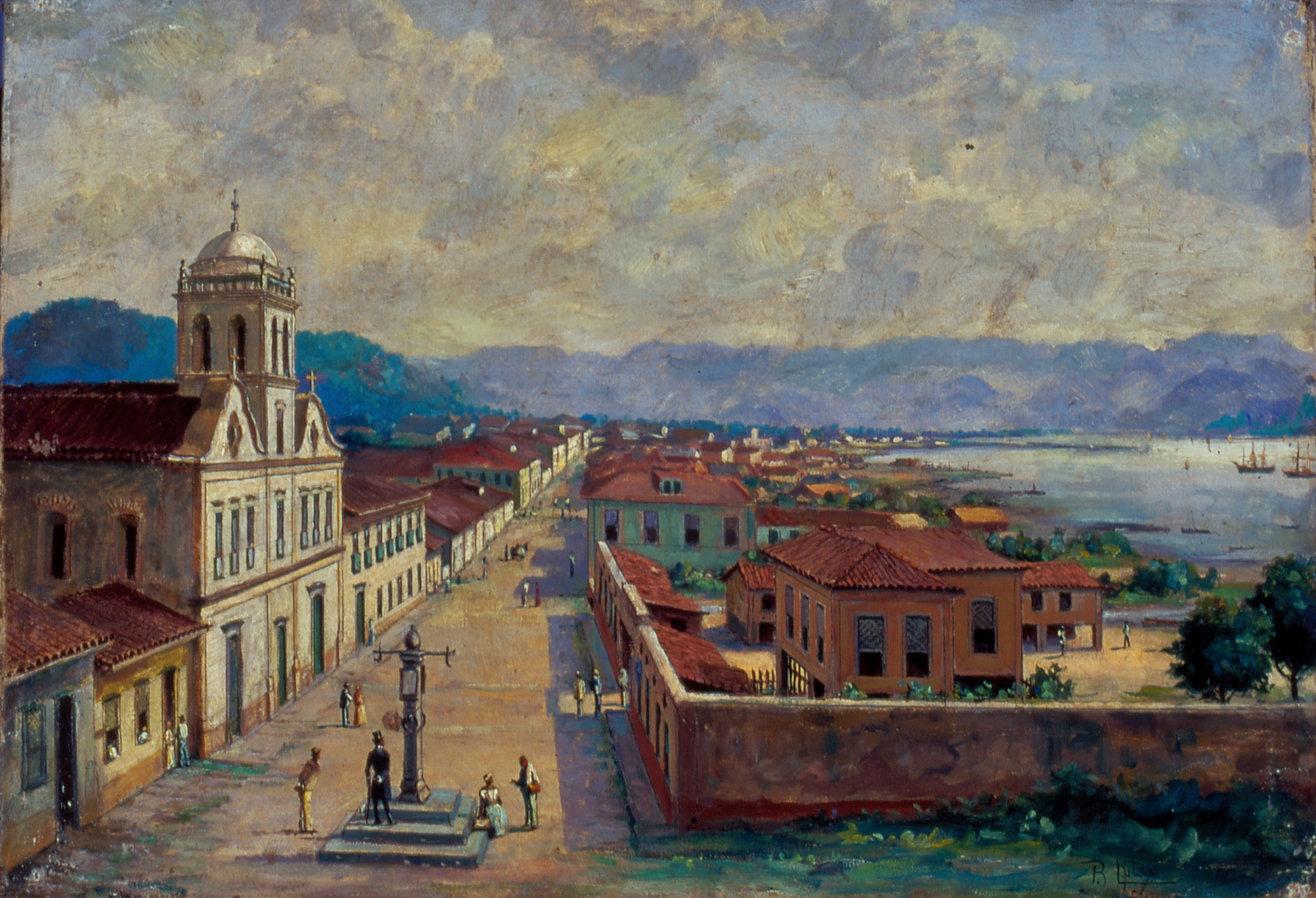
Santos en 1850, por Benedito Calixto.

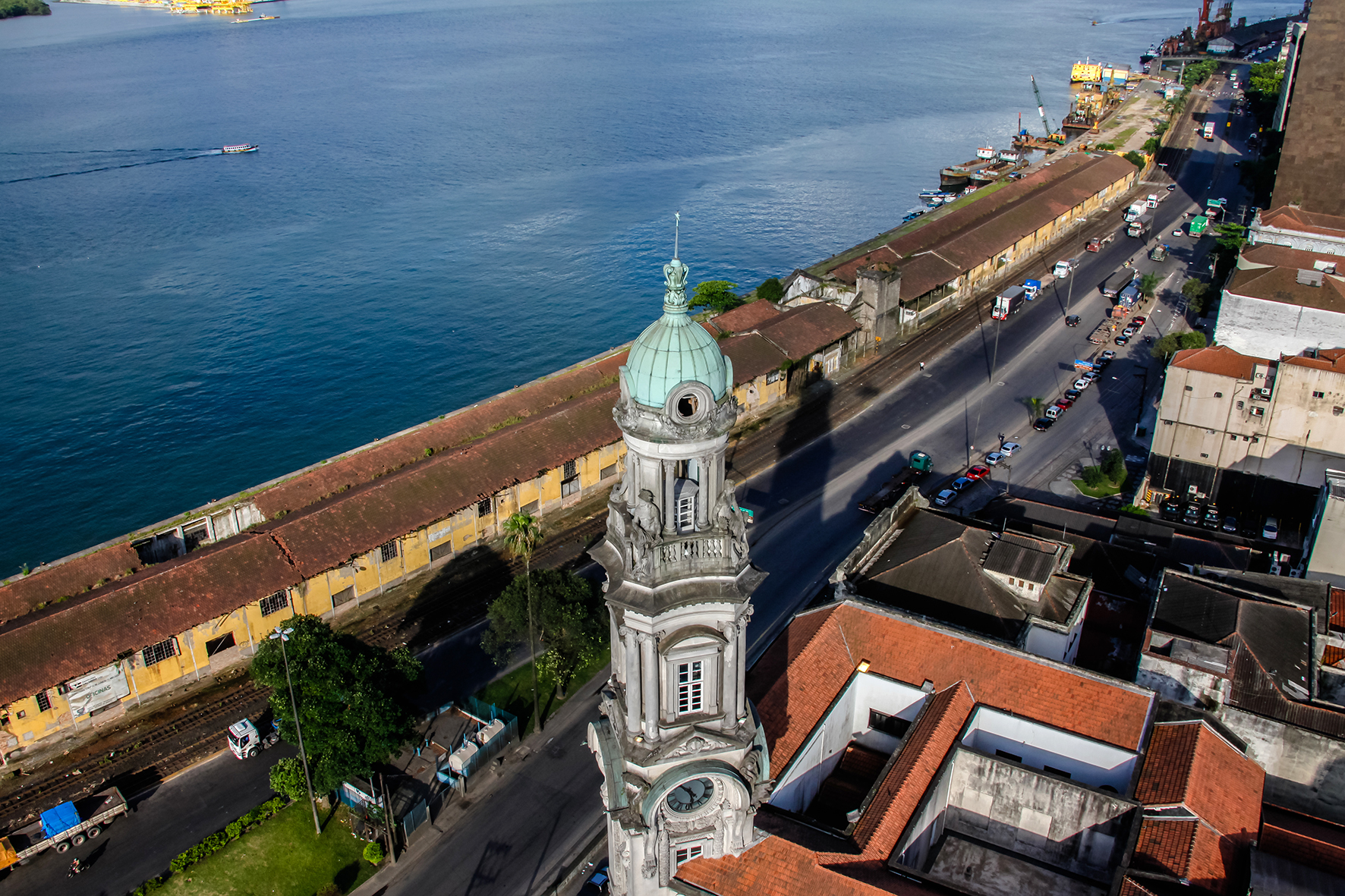
Torre del reloj de la antigua Bolsa del Café em Santos.

Santos fue elevada a la categoría de ciudad el 26 de enero de 1839 cuando la Asamblea Provincial (que hoy equivale a la Asamblea Legislativa Estadual) resolvió aprobar una ley en ese sentido firmada por Venâncio José Lisboa, presidente de la Asamblea. Desde entonces, cada 26 de enero se celebra el aniversario de la ciudad y no sólo el de su elevación a categoría de ciudad sino también de su fundación por Brás Cubas.
La economía del café en Brasil representó un impulso sin precedentes para Santos. La inauguración de la vía férrea São Paulo Railway que unía Santos con los campos cafeteros de Jundiaí en 1867 fue una fuente de progreso inestimable, principalmente para el puerto. La ciudad aumentó su población sobremanera, ocupando toda el área entre el puerto y el monte Serrat, y las áreas conocidas como Paquetá y Macuco. La ciudad también herbía de ideas: fue uno de los centros del movimiento abolicionista, con la figura de Quintino de Lacerda y su famoso quilombo en el barrio de Jabaquara. El Teatro Guarany, primer gran teatro de la ciudad y escenario de manifestaciones a favor de la abolición fue inaugurado en 1888.

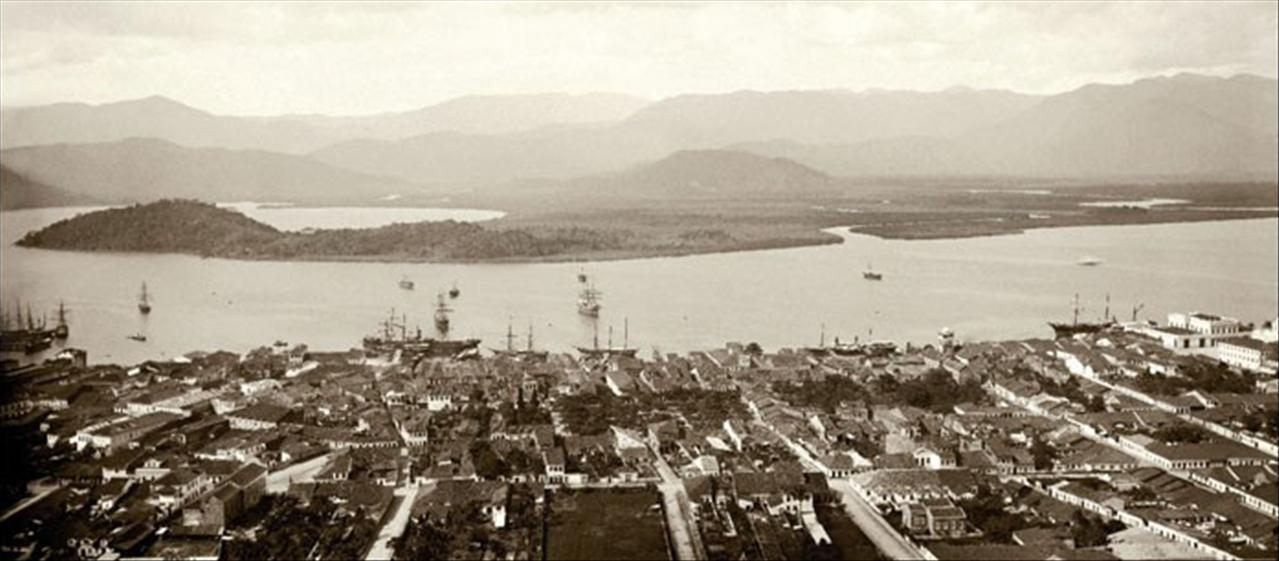
Puerto de la ciudad de Santos a fines del en foto de Marc Ferrez.

Con la abolición de la esclavitud y la llegada de mano de obra italiana para sustituir el trabajo de los esclavos en la agricultura, Santos se caracterizó como la puerta de entrada a Brasil para los esperanzados inmigrantes italianos y japoneses. Muchos acabaron fijando residencia en la propia ciudad en vez de seguir el destino hasta entonces trazado para ellos. El aumento poblacional también trajo problemas: una gran epidemia de fiebre amarilla en 1889 mató 700 personas. Santos sufría constantemente con enfermedades e inundaciones. La falta de saneamiento básico era un problema, los males y la tugurización también. El Puerto de Santos era temido, considerado como el "puerto de la muerte". Para solucionar esos problemas, dos obras fueron fundamentales: el Puerto Organizado, inaugurado en 1892 por los empresarios Cândido Gaffrée y Eduardo Guinle, y las de saneamiento de Santos, que fueron las responsables por el fin definitivo de las enfermedades y la salubridad de la ciudad. La genialidad del proyecto del ingeniero Saturnino de Brito tuvo el triple mérito de drenar las planicies inundadas mediante canales de drenaje - hoy hitos del paisaje urbano santista -, de preservar la memoria histórica del Centro y de ordenar la ocupación urbana en la Isla de São Vicente con un plano de calles.

### Século XX

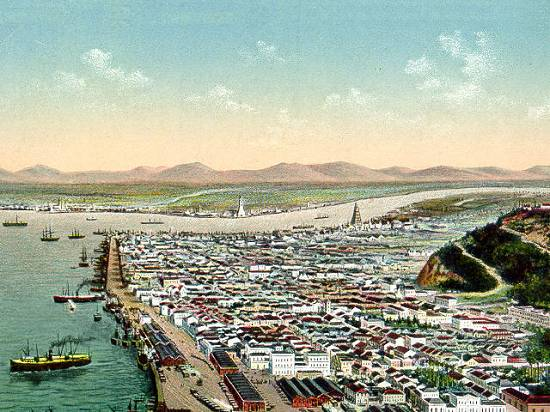
Santos durante la Primera Guerra Mundial, por Benedito Calixto.

Santos se convirtió definitivamente en una ciudad turística a partir de los años 1910 con la construcción de los hoteles Internacional y parque Balneário y con la construcción de los jardins da orla de Santos a partir de 1935. Hasta hoy, el turismo en Santos es una de las principales actividades económicas, ligado principalmente a las playas y al patrimonio histórico. Durante la dictadura militar, Santos tuvo suspendida su autonomía por albergar el mayor puerto de Brasil. La ciudad fue designada como área de seguridad nacional por el gobierno perdiendo, de esa manera, el derecho a elegir a su alcalde. El alcalde elegido democráticamente Esmeraldo Tarquínio, fue cesado en 1968, lo que representó un duro golpe para la ciudad.
A inicio de los años 1980, con el debilitamiento del régimen, aumentaron las presiones políticas por la vuelta de la autonomía. Finalmente, en 1983, Santos recuperó su autonomía. La ciudad eligió de manera democrática a su primer alcalde en veinte años que fue, al mismo tiempo, uno de los principales nombre del movimiento por la autonomía: Oswaldo Justo (ligado al PMDB). En 1989, la ciudad fue escenario de un hito en la historia de la a cidade foi palco de um marco na historia da lucha antimanicomial y de la reforma psiquiátrica en Brasil cuando el 3 de mayo la entonces alcaldesa Telma de Souza decretó la intervención de la Casa de Saúde Anchieta, manicomio conocido popularmente como la "Casa de los Horrores" donde los internos eran sometidos a diversas violaciones de derechos humanos. En un acto inédito en el país, fueron creados cinco Núcleos de Atención Psicosocial para atender a los pacientes sacados de Anchieta, el mismo que fue desactivado definitivamente en 1996.
Durante la década de 1990, como resultado de um proceso que se inició en los años 1980, Santos enfrentó una crisis en el turismo debido a la pérdida de la capacidad de sus playas de recibir veraneantes. La ciudad se recuperó luego de un trabajo de reversión de la imagen negativa adquirida en la década de 1970. El comercio creció en la ciudad y surgieron clubes nocturnos, agencias de recepción turística, hoteles y apartamentos. En 1991, la Bienal de Artes Plásticas de Santos, interrumpida por dieciocho años, volvió a celebrarse con la intención de recuperar la identidad cultural del municipio. A partir de 1993, la alcaldía empezó a invertir en turismo con rehabilitaciones paisajísticas y la construcción de ciclovías. De ese modo, Santos fue considerada la ciudad más visitada por turistas extranjeros del litoral paulisa. .

### sigloXXI

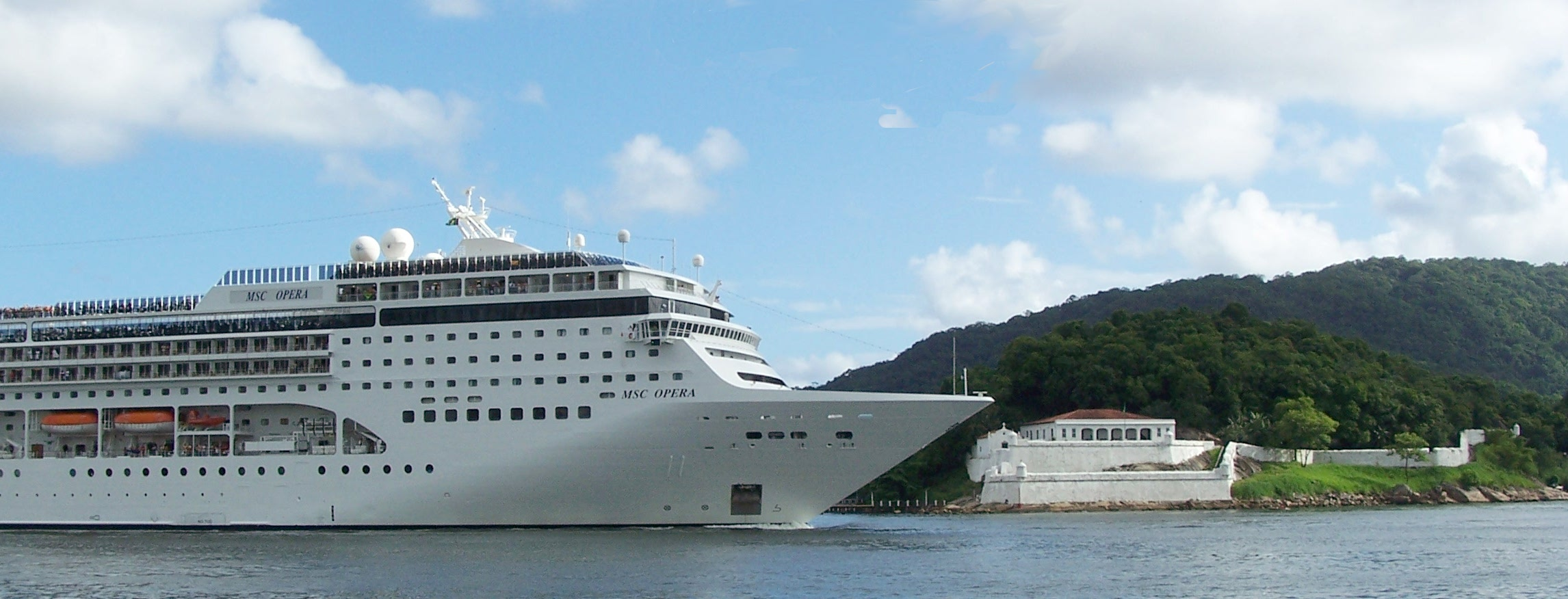
El crucero MSC Opera partiendo del Puerto de Santos en el 2008. Al fondo se ve la Fortaleza de Santo Amaro da Barra Grande, construida em 1584.

A partir del inicio del siglo XXI, se dieron proyectos de revitalización del área central de la ciudad reconocida como el centro histórico. Se ofrecieron incentivos fiscales a las empresas a cambio de la restauración de edificios depredados, lo que mejoró considerablemente su aspecto y trajo empresas a la zona. Programas culturales y artísticos atrajeron restaurantes y clubes como la reactivación del Teatro Coliseu Santista y la implantación del Bonde Turístico.
En los últimos años, la ciudad tuvo grandes iniciativas abocadas, principalmente, a intervenciones logísticas en el puerto e inmobiliarias por edificios convertidos a la industria de la logística, del petróleo y del gas, además de obras para la implantación de la vía férrea del VLT de Baixada Santista.
El día 13 de agosto de 2014, un avión cayó sobre un área residencial del barrio de Boqueirão, matando siete personas, incluyendo a Eduardo Campos, entonces candidato a la Presidencia de Brasil.

## Geografía

### Aspectos físicos y ambientales
Santos se divide en dos áreas geográficas distintas: el área insular y el área continental. Ambas difieren tanto en términos demográficos, como en términos económicos y geográficos. 

#### Área insular

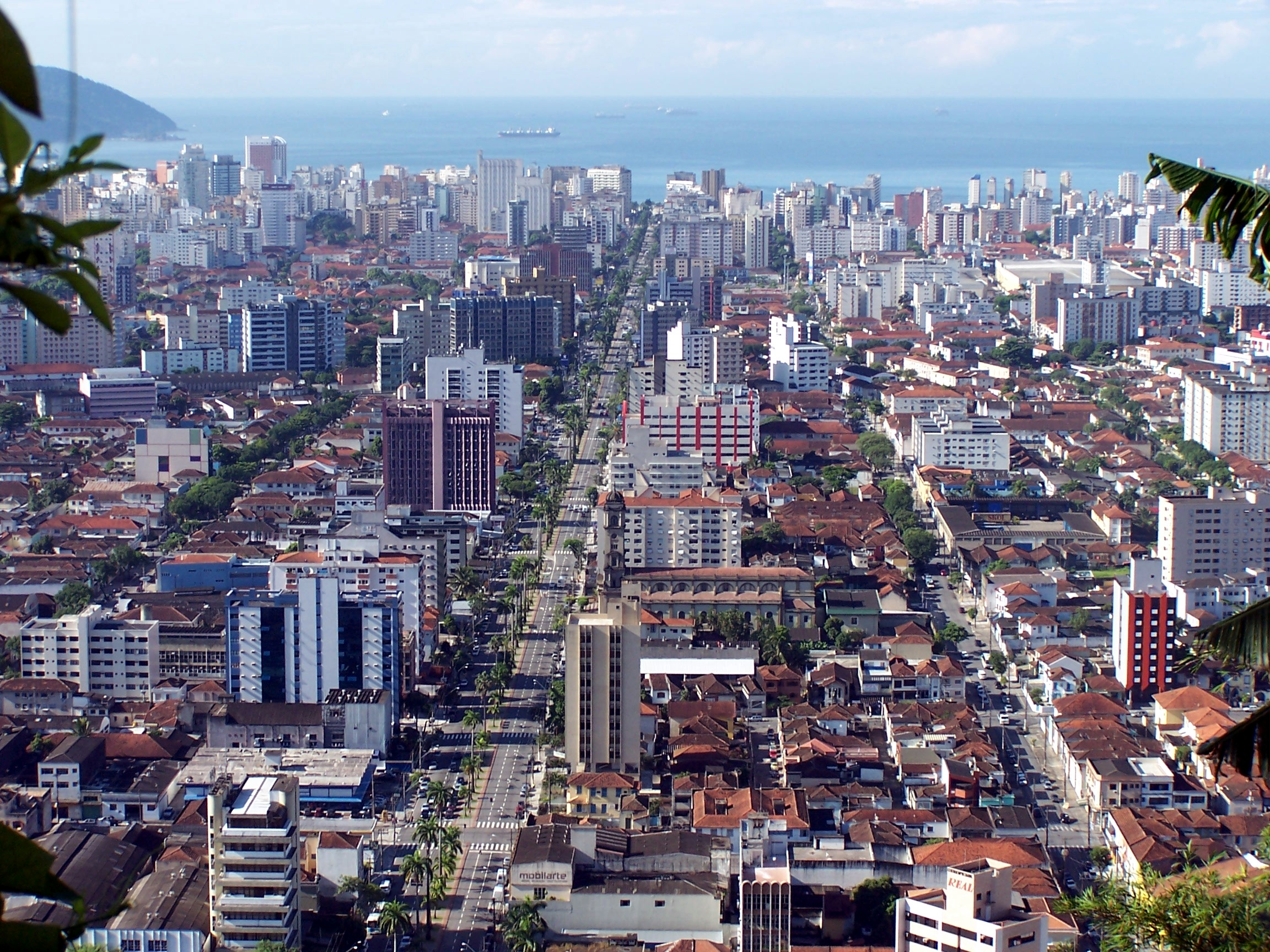
El área insular de Santos, vista desde el alto del monte Serrat

Se extiende sobre la isla de São Vicente, cuyo territorio está dividido con el municipio vecino de São Vicente. Con un área de 39,4 km², densamente urbanizada, abriga casi la totalidad de los habitantes de la ciudad. Comprende una parte plana, cuyas altitudes raramente sobrepasan los 20 m sobre el nivel del mar, extensión de la Planicie Litoral del Estado de São Paulo, y una parte compuesta de morros aislados denominada Maciço de São Vicente, de origen antiguo y con una ocupación urbana irregular, mezcla de lujo y baja renta, cuya altitud máxima casi no sobrepasa los 200 m sobre el nivel del mar. 
El municipio de Santos ocupa solamente la parte oriental de la isla de São Vicente. Queda separada de la parte occidental, donde se sitúa el municipio de São Vicente, por una serie de promontorios graníticos compuestos por el Morro de Itararé, Morro Voturoá, Morro de Marapé y Morro de São Bento. El Estuario de Santos, donde está ubicado el puerto de la ciudad, se alarga en un brazo de mar que le da la vuelta a toda la isla por el norte, comunicándose luego con la zona de São Vicente por la laguna de Caneú y la de Santa Rita y finalmente con el Mar Pequeno.

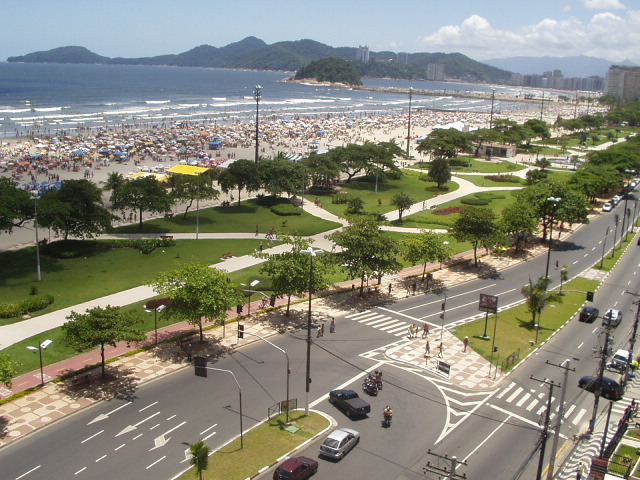
Los jardines costaneros de Santos.

Sobre la parte plana de la isla de São Vicente prácticamente no hay vegetación, debido al intenso proceso de urbanización. En la parte norte de la isla, en los barrios de Alemoa, de Chico de Paula y de Saboó aún se hallan indicios de mangles. Antes de la ocupación de la parte plana de la isla por urbanizaciones, se encontraban allí vastos terrenos anegados cubiertos por manglares y vegetación rastrera próxima a la playa.

#### Área continental

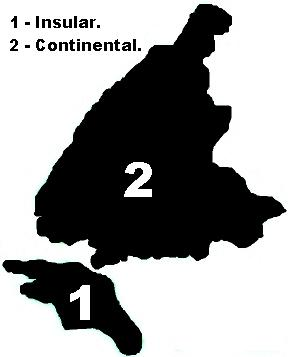
Mapa que presenta las regiones insular (1) y continental (2) de Santos.

Se extiende por 231,6 km² y representa la parte más extensa del municipio. Casi 70 % de ella es considerada Área de Protección Ambiental, por estar situada dentro de los límites del parque estadual da Serra do Mar y por abrigar grandes extensiones de bosque húmedo costanero (conocido en Brasil com mata atlántica).
Las extensas planicies costaneras están cubiertas por manglares, cortadas por ríos. En las márgenes de estos encontramos plantaciones de plátanos en pequeñas propiedades agrícolas. Es una región poco poblada comparada a la región insular.
El área continental de la ciudad tiene límites con las ciudades de Santo André, Mogi das Cruzes y Bertioga. En ella está el punto más alto de la ciudad, con 1136 m s. n. m.

#### Playas
- Playa del José Menino
- Playa del Pompeia
- Playa del Gonzaga
- Playa del Boqueirão
- Playa del Embaré
- Playa de la Aparecida
- Punta de la Playa

#### Islas
- Isla Urubuqueçaba
- Isla del Barnabé
- Isla de la Diana

## Demografía

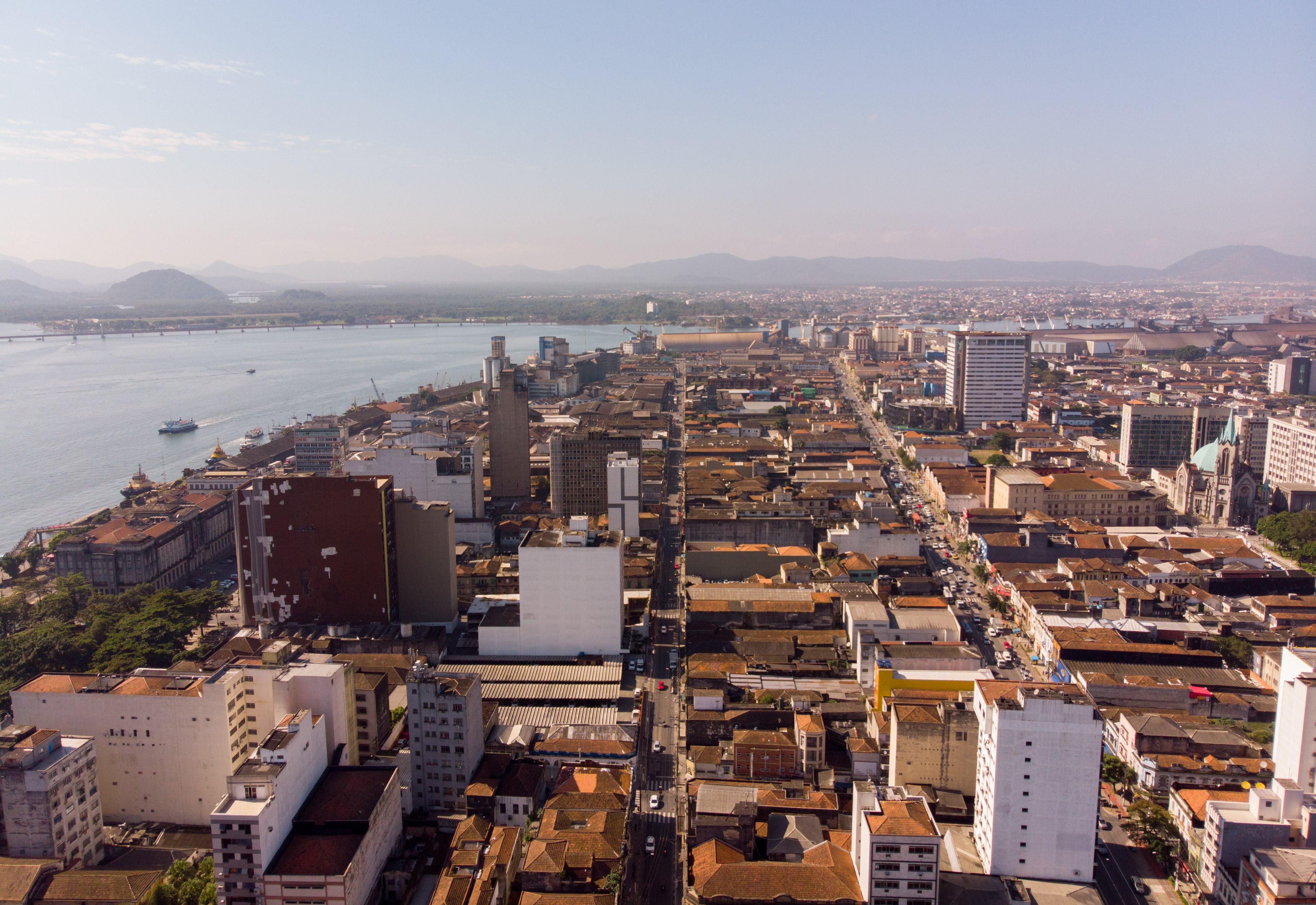
Vista de la región central de la ciudad

Según los datos del censo del 2010, Santos tenía 618 449 habitantes: 601 277 de los cuales vivían en la zona urbana (99,93%) y 314 en la zona rural (0,07%). De acuerdo con los mismos datos, 296 912 eran hombres y 319 488 mujeres. En aquel año habían 45 159 personas viviendo en asentamientos irregulares, lo que correspondía al 9,13% de su población.
De los moradores con 10 años o más, 97,8% eran alfabetizados y el 11% tenían un rendimiento nominal mensual menor a un salario mínimo.
En el 2022, la población del municipio fue hecha por el Instituto Brasileiro de Geografía y Estadística arrojando un total de 571 608 habitantes, siendo el décimo más populoso del estado y presentando una densidad poblacional de 1489,53 habitantes por kilómetro cuadrado.
En aquel año, según los datos del censo del Instituto Brasileiro de Geografía y Estadística, la población santista estaba compuesta por un 71,67% de blancos; 22,33% de pardos; 4,71% de negros; 1,10% de amarillos; 0,14% amerindios; además de 0,05% sin declaración. La ciudad recibió inmigrantes principalmente durante el siglo XX.

### Región Metropolitana

Mapa de los municipios que integran la región metropolitana de la Baixada Santista.

El intenso proceso de conurbación actualmente en curso en la región viene creando una metrópoli cuyo centro está en Santos y alcanza varios municipios como São Vicente, Praia Grande y Guarujá. La región metropolitana de la Baixada Santista fue creada mediante ley complementaria estadual 815, del 30 de julio de 1996, convirtiéndose en la primera región metropolitana brasileña sin status de capital estadual.
Se extiende sobre municipios pertenecientes tanto a la mesorregión de Santos (superpuesta a la Microrregión de Santos) como a la Mesorregión del Litoral Sur Paulista (más precisamente a la Microrregión de Itanhaém). Todos los municipios de la Región Metropolitana integran el litoral de São Paulo.
La región alberga 2419,930 kilómetros cuadrados (correspondiente a menos del 1% de la superficie del estado de São Paulo). Es la 15° región metropolitana más populosa del país, con una población de cerca de 1,6 millones de pobladores fijos, y forma parte del Complejo Metropolitano Expandido, una megalópolis que comprendía, en el 2008, el 12% de la población brasileña, o cerca de 30 millones de habitantes. En los periodos vacacionales, acoge un número igual de personas que se instalan en casi la totalidad de sus municipios.

### Religión

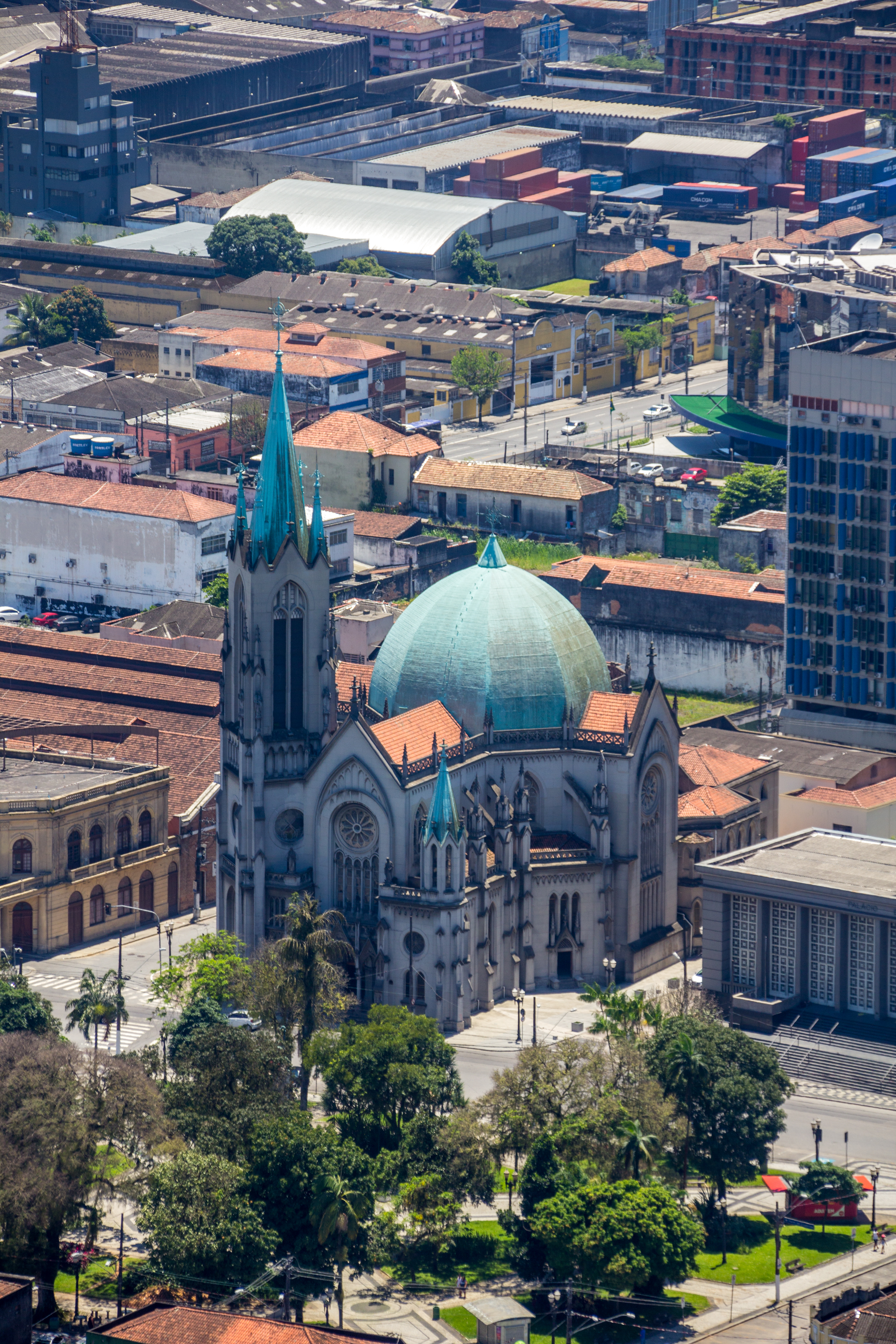
Catedral de Santos.

Ante la variedad cultural que se ve en Santos, son varias las manifestaciones religiosas presentes en la ciudad. Aunque se ha desarrollado sobre una matriz social eminentemente católica, debido tanto a la colonización como a la inmigración, aún hoy la mayoría de santistas se declara católico, es posible encontrar actualmente en la ciudad decenas de denominaciones protestantes diferentes, así como la práctica del budismo, islamismo, espiritismo, entre otras.
Según los datos del censo del 2019 realizado por el IBGE, la población santista estuvo compuesta por: 276 590 católicos (65,05%); 56 370 protestantes (13,44%), 34 380 personas sin religión (8,20%), 31 876 espiritistas (2,31%), 1657 umbandistas (0,40%), 1471 budistas (0,35%) y 471 judíos (0,11%).
Santos está localizada en el país más católico del mundo en números absolutos La Iglesia católica tiene su estatuto jurídico reconocido por el gobierno federal en octubre del 2009, a pesar de que Brasil sea actualmente un estado oficialmente laico. La diócesis de Santos, presente en la ciudad, engloba las parroquias de las ciudades de Bertioga, Cubatão, Guarujá, Itanhaém, Mongaguá, Peruíbe, Praia Grande y São Vicente. El municipio está dividido en 23 parroquias.

## Economía

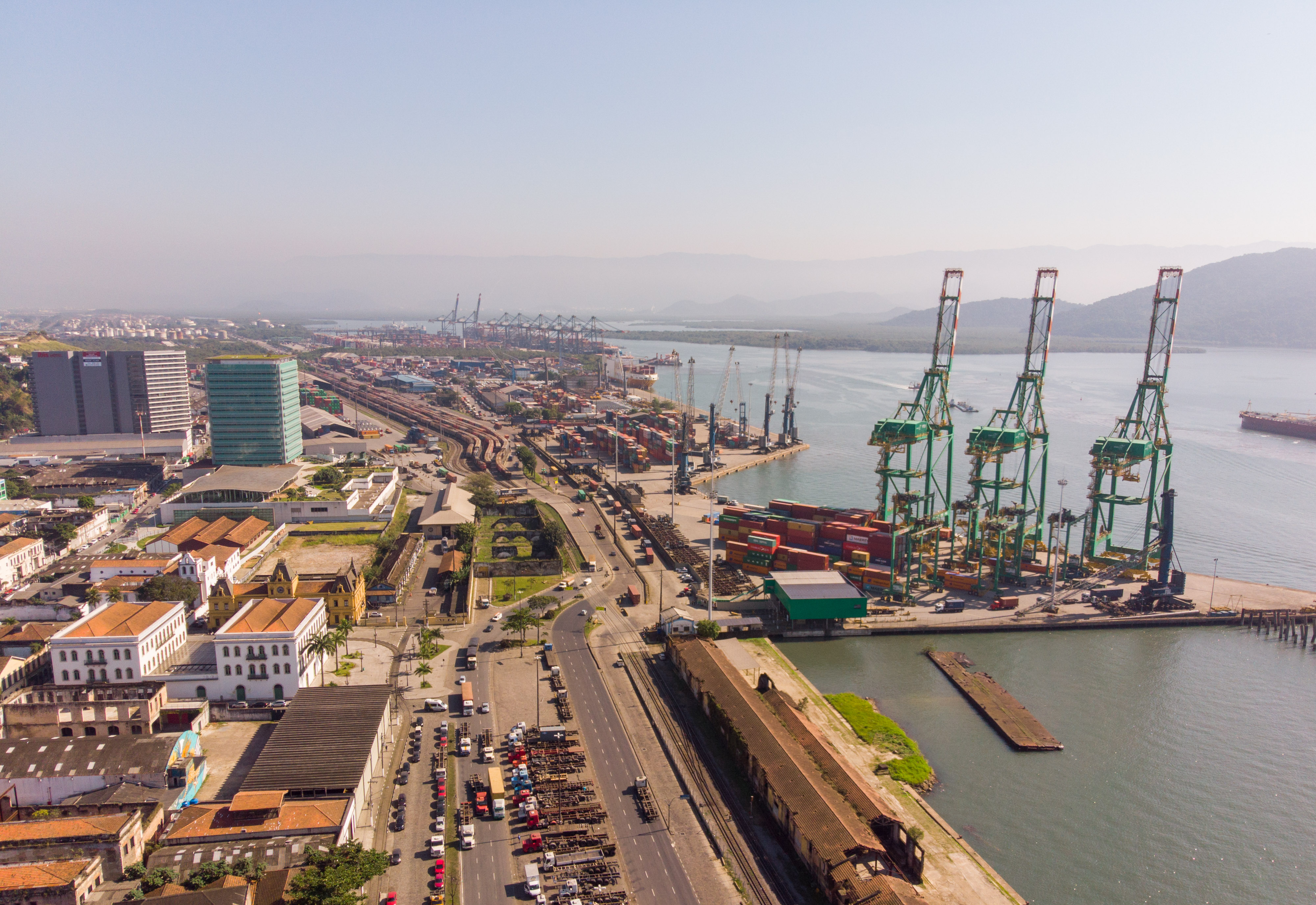
Puerto de Santos, el mayor de Brasil.

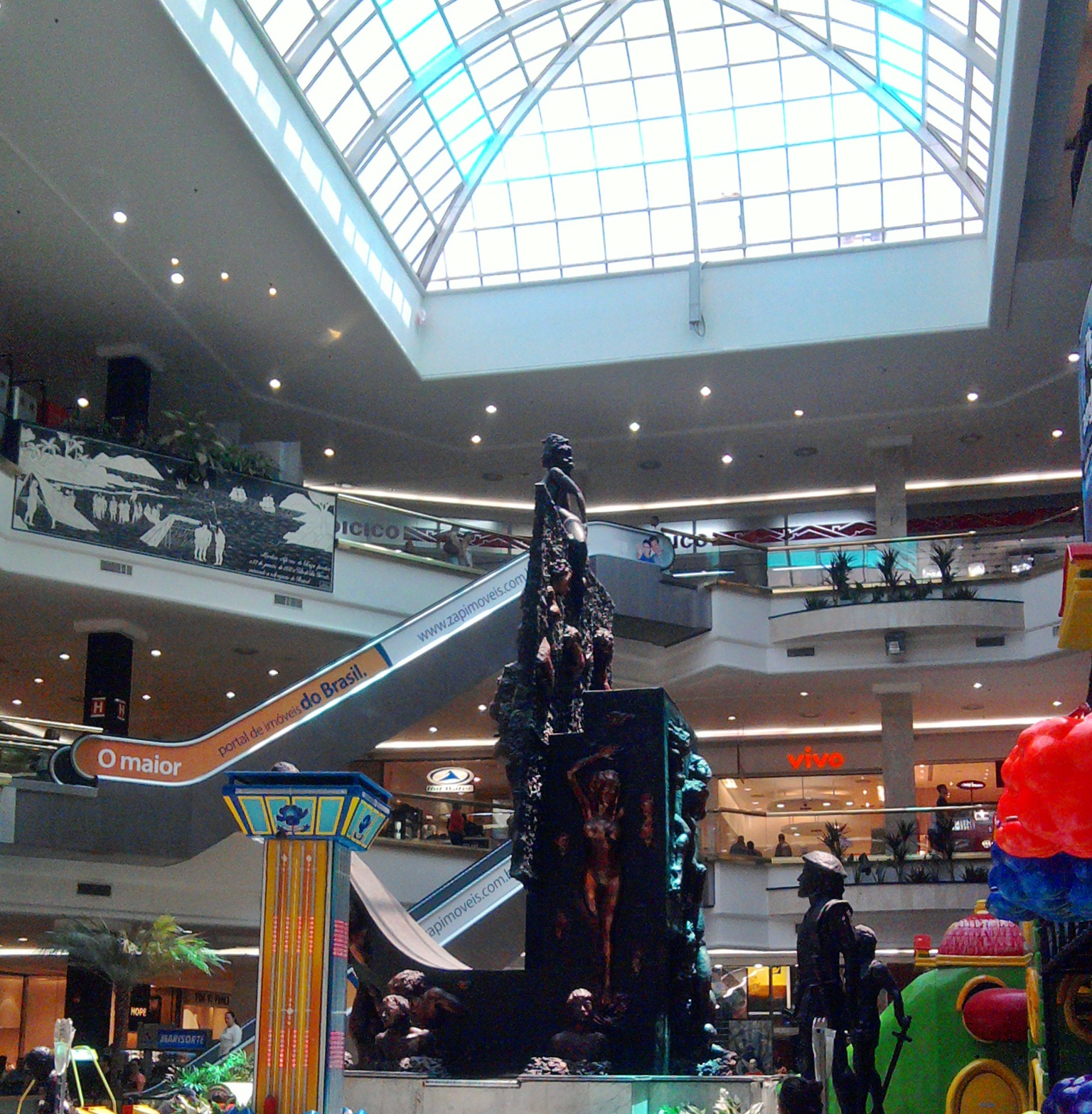
Praiamar Shopping Center.

El Produto Interno Bruto (PIB) de la ciudad es el más grande de toda la región metropolitana de la Baixada Santista, la 13.er del estado de São Paulo y la 33.º de todo el país, en 2016. Según los datos del Instituto Brasileño de Geografía y Estadística relativos a 2016, el PIB del municipio era de 21.954.556,74 billones de reales y el PIB per capita era de 50,54473 reales.
En el 2010, el Índice de Desarrollo Humano era de 0,840, el tercero más alto del estado.
Según la Fundación Seade, la ciudad tenía en el 2012 el 14° PBI municipal más grande del país. La cantidad de riquezas generadas en la ciudad supera la de otros estados brasileños como Alagoas, Sergipe y Tocantins. El sector del turismo y servicios en general tiene un peso importante en la economía local, pero el Puerto de Santos es el principal generador de impuestos y renta para la ciudad, siendo que el municipio es la segunda ciudad que más impuestos recauda en el estado de São Paulo.
El Complejo Portuario de Santos es responsable de más de la cuarta parte del movimiento de la balanza comercial brasileña y el principal puerto del país, e incluye en la lista de sus principales cargas el azúcar, la soja, el café, el maíz, el trigo, la sal, pulpa cítrica, jugo de naranja, papel, automóviles, alcohol y otras mercancías líquidas. El área de influencia económica del puerto concentra más del 50% del producto interno bruto (PIB) del país y abarca principalmente a los estados de São Paulo, Minas Gerais, Goiás, Mato Grosso y Mato Grosso do Sul. Aproximadamente el 90% de la base industrial paulista está localizada a menos de 200 kilómetros del puerto santista.  En el 2007, el Puerto de Santos fue considerado el 39° más grande del mundo por cantidad de contenedores movidos según la publicación británica Container Management, siendo el que tiene un mayor movimiento en toda América Latina.
El presupuesto municipal está alrededor de 1,9 billones en el 2013, según estimaciones. La renta per cápita también figura al inicio de los rankings de ciudades brasileñas. Según el censo del 2010, aparece en 9° posición con una remuneración media de 1,682.24 reales, mayor que la renta por habitante de capitales como São Paulo (1,495.04 reales) y Río de Janeiro (1,518.55 reales). El nivel de empleo se ha mantenido en constante alza en la década del 2000, siguiendo la tendencia nacional.

### Turismo

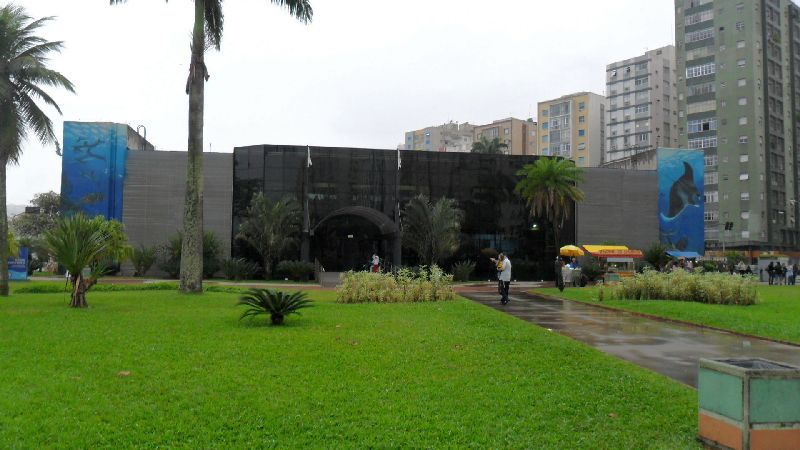
Acuario Municipal de Santos.

Entre los principales puntos turísticos de la ciudad, además de sus playas, podemos citar los Jardins da orla de Santos que son el mayor jardín frente a la playa en extensión del mundo. El Acuario de Santos (antiguo Acuario Municipal de Santos), inaugurado en 1945 por el entonces Presidente de la República Getúlio Vargas y ampliado en el 2006, es el segundo parque público más visitado del estado y atrae turistas del mundo entero.
Otros lugares de interés son el  Museo del Café Brasileño, el Orquidario Municipal, el Jardín Botánico Chico Mendes, el Teatro Coliseu Santista, el Panteón de los Andradas, el monte Serrat, y la Estación del Valongo. Laje de Santos es un lugar muy popular para los buceadores. Cabe mencionar el  Entre las iglesias de interés están la Catedral de Santos, la iglesia do Carmo, la iglesia Santo Antônio do Embaré, y la iglesia do Valongo.
Santos es uno de los 15 municipios paulistas considerados estancias balnearias por el estado de São Paulo, al cumplir determinados requisitos definidos por ley estadual. Tal "status" garantiza a esos municipios un mayor aporte por parte del estado para la promoción del turismo regional. También el municipio adquiere el derecho de agregar, junto a su nombre, el título de Estância Balneária, término por el cual pasa a ser designado tanto por el expediente municipal oficial como por las referencias estaduales.

## Ciudades hermanas
- Oporto, Portugal
- Shimonoseki, Japón
- Nagasaki, Japón
- Tijuana, México
- Funchal, Portugal
- Trieste, Italia
- Coímbra, Portugal
- Ansião, Portugal
- Arouca, Portugal
- Ushuaia, Argentina
- La Habana, Cuba
- Taizhou, China
- Ningbo, China
- Constanza, Rumania
- Ulsan, Corea del Sur
- Colón, Panamá
- Callao, Perú[52]
- Cádiz, España
- Alajuela, Costa Rica
- Veracruz, México